# Landau
|  | Per a altres significats, vegeu «Sigalit Landau». |

|  | Per a altres significats, vegeu «Landau an der Isar». |

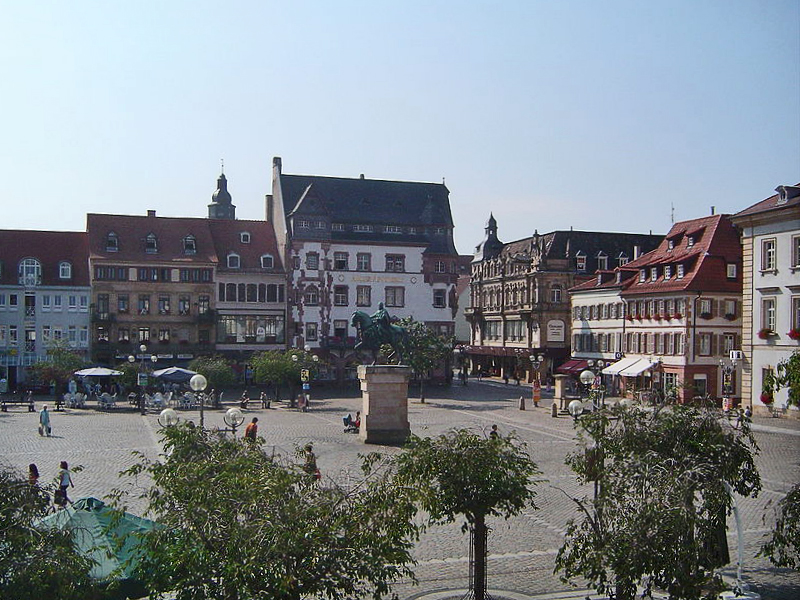
Plaça del mercat a Landau.

Landau, o Landau in der Pfalz és una ciutat autònoma (kreisfrei) envoltada pel Südliche Weinstraße («Ruta de Vi del Sud») districte del Palatinat del Rin del sud, Alemanya. És una ciutat universitària (des de 1990), important centre cultural i una ciutat comercial, envoltada per vinyes i pobles vinícoles de la regió vinícola del Palatinat. Landau és situat a l'est del bosc del Palatinat, el bosc continu més gran d'Europa, en la Ruta Alemanya del Vi.